# Hylemera euphrantica
Hylemera euphrantica är en fjärilsart som beskrevs av Louis Beethoven Prout 1932. Hylemera euphrantica ingår i släktet Hylemera och familjen mätare. Inga underarter finns listade i Catalogue of Life.